# Jean Fréchet
Ne doit pas être confondu avec Jean Fréchet (prêtre).
Pour les articles homonymes, voir Fréchet.
Jean Fréchet, né le 19 août 1944 en Bourgogne, est un chimiste français, professeur de chimie organique dans le département de chimie de l'université de Californie à Berkeley.

## Biographie
Jean Fréchet est passé par l'institution des Chartreux Croix-Rousse et quitta cette dernière en 1966 en tant qu'élève. Il obtient un diplôme d'ingénieur chimiste à l'Institut de chimie et physique industrielles (actuellement nommé École supérieure chimie physique électronique de Lyon| (CPE). Après ce diplôme, il part étudier aux États-Unis où il obtient en 1969 un master of sciences en chimie organique et en chimie des polymères à l'université de Syracuse ainsi qu'un doctorat en 1971 dans la même université.
En 1973, il rejoint l'université d'Ottawa pour y devenir assistant-professeur puis en 1978 professeur associé et professeur en 1982. En 1987, il retourne aux États-Unis et devient IBM professor of chemistry à l'université Cornell où en 1993 il obtient la chaire Peter Debye de chimie.
En 1997, il devient professeur de chimie à l'université de Californie à Berkeley où il obtient en 2003 la chaire Henry Rapoport de chimie organique et où en 2005, il est également nommé professeur de génie chimique. Il est également docteur honoris causa de l'université Claude Bernard Lyon 1.

## Récompenses et distinctions
Jean Fréchet a reçu de nombreuses récompenses décernées par l'American Chemical Society :
- 1986 : Doolittle Award in Polymer Materials Science & Engineering
- 1994 : Cooperative Research Award in Polymer Science.
- 1996 : ACS Award in Applied Polymer Science.
- 2000 : ACS Award in Polymer Chemistry.
- 2001 : A.C. Cope Scholar Award.
- 2007 : prix Arthur C. Cope